# 버드내도서관
버드내도서관은 경기도 수원시 권선구 세류동 소재의 도서관이다.

## 연혁
- 2013. 11. 25 도서관 착공
- 2014. 10. 24 도서관 준공
- 2014. 11. 28 도서관 개관

## 시설현황
- 3층: 종합자료실, 동아리실1, 동아리실2, 휴게실
- 2층: 종합자료실, 정기간행물실
- 1층: 어린이자료실, 건강정보실, 쉼표
- 지하1층: 강당, 강의실

## 이용 안내
이용 시간
- 어린이자료실: 월~금 09:00~18:00 / 토·일 09:00~17:00
- 종합자료실: 월~금 07:00~23:00 / 토·일 07:00~21:00

휴관일
- 짝수 격주 월요일